# Курилово (Ромодановський район)
Кури́лово (рос. Курилово, ерз. Курилово) — село у складі Ромодановського району Мордовії, Росія. Адміністративний центр Куриловського сільського поселення.

## Населення
Населення — 147 осіб (2010; 191 у 2002).
Національний склад (станом на 2002 рік):
- ерзяни — 64 %
- росіяни — 32 %